# Wendy Hiller

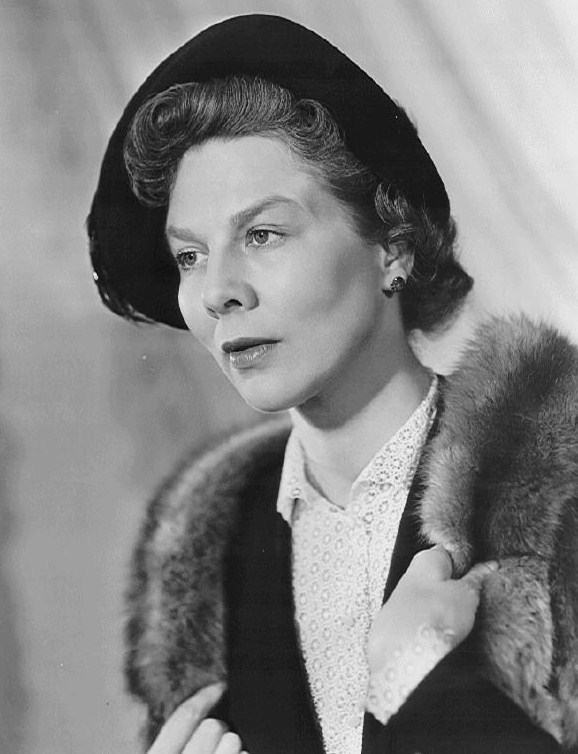
Wendy Hiller (1953)

Dame Wendy Margaret Hiller DBE (* 15. August 1912 in Bramhall, Cheshire, England; † 14. Mai 2003 in Beaconsfield) war eine britische Schauspielerin, deren Karriere fast 60 Jahre umspannte. Sie galt als Grande Dame des britischen Theaters, übernahm aber auch bedeutende Filmrollen.

## Leben und Karriere
Wendy Hiller begann ihre Schauspielkarriere Anfang der 1930er-Jahre in Manchester. Bekannt wurde sie ab 1934 durch ihre Rolle als arme Frau im Theaterstück Love on the Dole, welches auch am West End in London sowie am Broadway in New York aufgeführt wurde. Literaturnobelpreisträger George Bernard Shaw sah die junge Hiller in einer Vorstellung und wurde zu ihrem Förderer. Sie übernahm zahlreiche Rollen in Stücken von Shaw, aber auch in Werken von Henrik Ibsen oder Thomas Hardy. Auf der Kinoleinwand machte Hiller allerdings 1938 wiederum eine Rolle in der erfolgreichen Shaw-Verfilmung Der Roman eines Blumenmädchens berühmt. Hier spielte sie an der Seite von Leslie Howard die Rolle des armen Blumenmädchens Eliza Doolittle, was ihr hervorragende Kritiken und eine erste Oscar-Nominierung einbrachte. Danach folgte 1940 die Titelrolle in der Shaw-Verfilmung Major Barbara (1941). Mit dem britischen Regisseuren-Duo Michael Powell und Emeric Pressburger drehte Hiller den Liebesfilm Ich weiß wohin ich gehe (1945). Wendy Hiller war vor allem für ihre traurigen, schwermütigen Figuren bekannt.
Anschließend wandte sich Hiller wieder zunehmend der Theaterarbeit zu und spielte unter anderem am Broadway die Rolle der Catharine Sloper in der Uraufführung des Stückes Die Erbin, basierend auf Henry James’ Washington Square. In den 1950er-Jahren spielte sie vor allem am Londoner West End, während sie sich mit fortschreitendem Alter im Kino mehr den Charakterrollen zuwandte. Für ihren Auftritt als vereinsamte Hotelmanagerin in Getrennt von Tisch und Bett gewann Hiller 1959 den Oscar als Beste Nebendarstellerin. Eine weitere Oscar-Nominierung erhielt Hiller für die Rolle der Lady Alice More im Historienfilm Ein Mann zu jeder Jahreszeit über das Leben von Thomas More. 1974 übernahm sie die Rolle der russischen Prinzessin Dragomiroff in Sidney Lumets starbesetzem Kriminalfilm Mord im Orientexpress nach Agatha Christie. Eine ihrer letzten bedeutenden Filmrollen hatte sie 1980 als Krankenschwester in Der Elefantenmensch. Insgesamt wirkte sie an über 40 Kinofilmen mit, dazu kamen noch zahlreiche Fernsehrollen. Eine ihrer letzten Rollen am West End hatte sie Ende der 1980er-Jahre in einer Theaterproduktion von Miss Daisy und ihr Chauffeur.
1975 wurde Hiller von Königin Elisabeth II. als Dame Commander in den Order of the British Empire aufgenommen. Aus ihrer 1937 geschlossenen Ehe mit dem Dramatiker Ronald Gow gingen ein Sohn und eine Tochter hervor. Die Ehe hatte bis zu Gows Tod im Jahre 1993 Bestand. 1996 wurde Hiller vom London Critics’ Circle mit dem Dilys Powell Award (1995) für ihr Lebenswerk ausgezeichnet. Wendy Hiller verstarb 2003 im Alter von 90 Jahren.

## Filmografie (Auswahl)
- 1937: Lancashire Luck
- 1938: Der Roman eines Blumenmädchens (Pygmalion)
- 1939: The Fame of Grace Darling (Fernsehfilm)
- 1941: Major Barbara
- 1945: Ich weiß wohin ich gehe (I Know Where I’m Going!)
- 1947: Hindle Wakes (Fernsehfilm)
- 1951: Der Verdammte der Inseln (Outcast of the Islands)
- 1953: Single-Handed
- 1954: BBC Sunday-Night Theatre (Fernsehserie, 1 Folge)
- 1955–1956: Lilli Palmer Theatre (Fernsehserie, 2 Folgen)
- 1957: Flammen über Afrika (Something of Value)
- 1957: Onkel George und seine Mörder (How to Murder a Rich Uncle)
- 1957: The Twelve Pound Look (Fernsehfilm)
- 1957, 1958: Matinee Theatre (Fernsehserie, 2 Folgen)
- 1958: Getrennt von Tisch und Bett (Separate Tables)
- 1959: Alfred Hitchcock präsentiert (Alfred Hitchcock Presents, Fernsehserie, 1 Folge)
- 1960: Söhne und Liebhaber (Sons and Lovers)
- 1963: Puppen unterm Dach (Toys in the Attic)
- 1964: Task Force Police (Z-Cars, Fernsehserie, 1 Folge)
- 1965: Zivilcourage (Profiles in Courage, Fernsehserie, 1 Folge)
- 1965: Jackanory (Fernsehserie, 5 Folgen)
- 1966: Knock on Any Door (Fernsehserie, 1 Folge)
- 1966: Ein Mann zu jeder Jahreszeit (A Man for All Seasons)
- 1966–1968: BBC Play of the Month (Fernsehserie, 2 Folgen)
- 1968: From Chekhov with Love (Fernsehfilm)
- 1968: The Growing Summer (Fernsehserie, 6 Folgen)
- 1969: Plays of Today (Fernsehserie, 1 Folge)
- 1969: The Growing Summer (Fernsehfilm)
- 1970: David Copperfield (Fernsehfilm)
- 1970: When We Dead Awaken (Fernsehfilm)
- 1972: Love Story (Fernsehserie, 1 Folge)
- 1972: Clochemerle (Fernsehserie, 8 Folgen)
- 1972: Stage 2 (Fernsehserie, 1 Folge)
- 1974: Crown Matrimonial (Fernsehfilm)
- 1974: Mord im Orient-Expreß (Murder on the Orient Express)
- 1976: Reise der Verdammten (Voyage of the Damned)
- 1978: ITV Playhouse (Fernsehserie, 1 Folge)
- 1978: Die Katze und der Kanarienvogel (The Cat and the Canary)
- 1978: King Richard the Second (Fernsehfilm)
- 1979: Die unglaublichen Geschichten von Roald Dahl (Tales of the Unexpected, Fernsehserie, 1 Folge)
- 1980: Der Fluch des Tut-Ench-Amun (The Curse of King Tut’s Tomb, Fernsehfilm)
- 1980: Der Elefantenmensch (The Elephant Man)
- 1981: Play for Today (Fernsehserie, 1 Folge)
- 1981: Miss Morisons Geist (Miss Morison’s Ghosts, Fernsehfilm)
- 1982: Making Love
- 1982: Zeugin der Anklage (Witness for the Prosecution, Fernsehfilm)
- 1983: Attracta
- 1983: The Comedy of Errors (Fernsehfilm)
- 1985: Der Eisvogel (The Kingfisher, Fernsehfilm)
- 1985: Great Performances (Fernsehserie, 1 Folge)
- 1986: Lord Mountbatten: The Last Viceroy (Fernsehserie, 6 Folgen)
- 1986: All Passion Spent (Fernsehserie, 3 Folgen)
- 1987: Die große Sehnsucht der Judith Hearne (The Lonely Passion of Judith Hearne)
- 1987: The Death of the Heart (Fernsehfilm)
- 1987: Anne in Kingsport (Anne of Green Gables: The Sequel, Fernsehserie, 4 Folgen)
- 1988: A Taste for Death (Fernsehserie, 6 Folgen)
- 1989: Ending Up (Fernsehfilm)
- 1991: The Best of Friends (Fernsehfilm)
- 1992: Screenplay (Fernsehserie, 1 Folge)